# Cratere Castro
Castro  è un cratere sulla superficie di Venere. Deve il suo nome alla poetessa e scrittrice galiziana Rosalía de Castro.